# Bajtai Kornél
Bajtai Kornél, vajdasági magyar újságíró, műfordító, humán-erőforrás szakember.

### Tanulmányai
A Szabadka melletti Királyhalom településen született és nőtt fel. A szabadkai Közgazdasági Karon diplomázott pénzügyi-számviteli szakon 2003-ban. 

#### Újságírói pályafutása
Egyetemi évei alatt kezd írni, szerkesztője a szülőfalujában működő Teleház által kiadott ingyenes helyi kisújságnak, amelynek az eredeti neve Királyhalmi Hírmondó volt. Miután az önkormányzat a falu lakosainak megkérdezése nélkül a település nevét az akkori Bácsszőlősről a második világháború előtti Királyhalomra változtatta, a lapban egy körkérdést indítottak, amelyben a falu lakosait a település nevéről kérdezték. Ebben a felmérésben a Bácsszőlős név elsöprő győzelmet aratott, ami után a lap nevét Bácsszőlősi Hírmondóra nevezték át. Ezzel a Teleház és a falu vezetése között kialakult egy konfliktus, ez volt az első összetűzése a politikával.
2003-ban, már a diploma megszerzése előtt az egyetlen szerbiai nyomtatott magyar nyelvű napilap, a Magyar Szó szabadkai szerkesztőségében kezd dolgozni. Kezdetben a művelődési rovaton dolgozik, majd belpolitikai témákat kezd feldolgozni, riportokat, véleménycikkeket ír. Emellett a lap Biznisz nevű üzleti mellékletének a főmunkatársa lesz. Első nagyobb riportja egy a magyarsága miatt hátrányosan megkülönböztetett kismamáról szól, akit egy egészségügyi intézmény vezetője diszkriminál. A cikk megjelenése után az igazgatót leváltották. 
Riportot készít a horvátországi Antin faluban, ahol egyes szemtanúk arról meséltek, hogy a Jugoszláv Néphadsereg helyszínen tartózkodó alakulatai aknamezőre kényszerítették az ott maradt lakosokat a kilencvenes évekbeli háborúskodás során. A srebrenicai népirtás tízéves évfordulójáról a helyszínről tudósít.
2006-ban a Magyar Szó átszervezése keretében, amelynek során a lap központi szerkesztősége Újvidékről Szabadkára kerül, először annak belpolitikai szerkesztője, majd deszkfőnöke lesz. 
2008-2009-ben egy rövid időre politikai szerepet vállal, majd visszatér a laphoz, amelynek akkor Pressburger Csaba a főszerkesztője. Szerkesztőként dolgozik. 
2011-ben, amikor a Magyar Nemzeti Tanács, az ott többséggel rendelkező Vajdasági Magyar Szövetség kezdeményezésére gyorsított eljárásban, egy koncepciós perre hasonlító folyamat során leváltja Pressburgert, aki nem volt hajlandó alávetni magát a párt egyre önkényesebb és erőszakosabb diktátumának, tevékeny szerepet vállal annak a tüntetésnek a megszervezésében, amelyen néhány százan vettek részt az MNT székháza előtt az ülés időtartama alatt. A menesztett főszerkesztő helyére a politikum Varjú Mártát, a lap addigi újságíróját nevezi ki.
2012-ben, amikor rendes eljárásban kiírják a főszerkesztői pályázatot elindul Varjú Márta ellenében. A politikai ellenszél ellenére a szerkesztőségi szavazáson igen szoros eredménnyel 50-42 arányban alulmarad. Mivel ez a helyzet rámutatott, hogy a szerkesztőség gyakorlatilag kettészakadt, Pásztor István a VMSZ elnöke nyomására Varjú Márta főszerkesztő-helyettessé nevezi ki Bajtait.
Ebben a minőségében Bajtai Kornél nevéhez fűződik a lap online kiadásának megújítása és megerősítése, a közösségi médiában való fokozott jelenlét. Az online kiadás irányítása lehetőséget biztosított számára, hogy az egyre inkább pártszócsővé váló nyomtatott lap mellett némi függetlenséget is becsempésszen az internetes változatba. 
2014-ben, a Szerb Haladó Párttal egyre inkább összeforró VMSZ vezetése úgy látja, eljött az idő a médiatér megtisztítására. Bajtait minden tisztségétől megfosztják és ismét a lap szabadkai lokális újságírója lesz. 
2015-ben több kollégájával együtt részt vesz a Magyar Mozgalom nevű civil szervezet megalakításában. 
2012 és 2016 között a Pannon Rádió Pannon Reggeli című műsorának társműsorvezetője lesz. Az addig átlagos hallgatottságú műsor rövid időn belül a hallgatók kedvencévé válik. A műsorvezetőket meghívják a kunfehértói zenei fesztiválra és a Pataki Gyűrű díj gálaműsorának is ők a házigazdái. A műsor kiérdemli a Vajdasági Magyar Újságíró Egyesület szakmai díját. 2016-ban a politikai nyomásgyakorlás keretében Bodzsoni István igazgató leveszi őt műsorról, tulajdonképpen kirúgja.
2016-ban megtagadja egy olyan munkaszerződés aláírását, amely jogszerűtlen módon a lap újvidéki szerkesztőségébe sorolná őt át, ezért felmondást kap. Bírósági pert indít a lap ellen, amelyet harmadfokon meg is nyer.
Még ugyanebben az évben több kirúgott kollégájával közösen elindítja a Szabad Magyar Szó nevű hírportált, amely a mai napig a legolvasottabb vajdasági magyar online médium. 
2017-ben több társával a Családi Kör nevű nyomtatott hetilap tulajdonosává válik, annak igazgatójaként dolgozik egy éven át. Ezt követően visszavonul az aktív újságírástól.
2023-tól jegyzetei jelennek meg a Szabad Magyar Szó felületén és a Családi Kör hetilapban.

##### Politikai pályafutása
2008-ban Pásztor István felkérésére, aki a VMSZ megújítását tűzte ki zászlajára, a szabadkai önkormányzatban elvállalja a vállalkozásfejlesztési tanácsosi funkciót. Ebben a minőségében többek között az ő nevéhez fűződik a szabadkai gazdasági vásár beindítása és erősítése. Mivel a párt ekkor már egyre inkább egyszólamúvá válik, amiből ő kilóg, 2009-ben távozik tisztségéről és visszatér a Magyar Szóhoz.
2015-ben alapító tagként vesz részt a Magyar Mozgalom megalakításában. Ezt a civil szervezetet a VMSZ politikájával elégedetlen pártpolitikusok, a szabadkai Népszínház magyar társulatának színművészei és a Magyar Szó kirúgott újságírói, valamit számos más polgár, értelmiség hozta létre. Bajtai az MM elnökségi tagja egészen 2021-ig. 

##### Műfordítói munkássága
2020-ban az ő fordításában jelent meg Edo Jaganjac szarajevói sebészprofesszor Szarajevói hercegnő című regényének magyar nyelvű kiadása, amely a hatalomhoz közeli média és művelődési körök bojkottja ellenére is hatalmas sikert ért el a vajdasági magyar körökben, közel kétezer eladott példánnyal. Könyvbemutatók voltak többek között Szabadkán, Horgoson, Bajmokon, de Budapesten és Szarajevóban is.
2023-ban újabb, hasonló témájú kötetet fordít le. Feđa Štukan szarajevói színész Blank című könyvének magyar változata várhatóan 2024-ben jelenik meg.

###### HR-szakemberként
2015-ben, miután a Magyar Szótól felmondást kap, a kaposvári Viapan Group szerbiai toborzójaként kezd dolgozni. Néhány éven belül létrehozza a vállalat szerbiai irodáját, egy hatékony csapattal. Emellett a tevékenység kibővül Bosznia-Hercegovina és Horvátország területére is. 
2023-tól kezdődően HR tapasztalataival a Tisza Cipő cégcsoportot segíti HR-Marketing menedzseri minőségben.